# Утарбаев, Саламат Жубатканович
Саламат Жубатканович Утарбаев (род. 7 ноября 1981) — казахстанский дзюдоист, выступавший в весовой категории до 60 килограммов. Участник Олимпийских игр.

## Биография
Саламат Жубатканович Утарбаев родился 7 ноября 1981 года.

## Карьера
Первым крупным международным турниром для Саламата Утарбаева стал чемпионат мира 2005 года в Каире. Представитель Казахстана победил в первых четырёх поединках алжирца Омара Ребахи, азербайджанца Ниджата Шихализаду, украинца Максима Коротуна и иранца Вахида Сарлака, но на следующих двух стадиях — полуфинале и схватке за бронзу — уступил будущему чемпионцу Крейгу Фэллону из Великобритании и корейцу Чо Нам Соку.
Саламат участвовал на Олимпийских играх 2008 года в Пекине, но в первом же поединке проиграл Лю Жэньвану из Китая и завершил дальнейшую борьбу за медаль.
В 2009 году на турнире Большого шлема в Париже завоевать медаль не смог, уступив австрицу Людвигу Пайшеру. В том же году на Кубке мира в Варшаве в первом же поединке уступил британцу Джеймсу Миллару.
В 2011 году принял участие на турнире Большого шлема в Москве, но во втором раунде Саламата остановил россиянин Евгений Кудяков. На этапе Кубка мира в Сувоне в первом же бою уступил монголу Дашдаваагийну Амартувшину.